# Rezervația peisagistică Valea Adîncă
Rezervația peisagistică Valea Adîncă este o arie protejată, situată în apropierea satului omonim din raionul Camenca, Transnistria, Republica Moldova (ocolul silvic Rașcov, Valea Adîncă, parcela 2). Are o suprafață de 214 ha. Obiectul este administrat de două organizații: Gospodăria Silvică de Stat Rîbnița (107 ha) și Întreprinderea Agricolă „70-letie Velikovo Octeabrea” (107 ha).

## Descriere
Rezervația include un defileu cu straturi mari de calcar, peșteri și alte manifestări ale proceselor carstice. Pe coastele abrupte cresc păduri de gorun, stejar pedunculat cu amestec din frasin, tei, arțar, carpen și o varietate mare de arbuști. Sunt prezente specii rare de plante vasculare: coșaci, mutătoare albă, imortelă, drobușor, sadină, ghipsoriță. În partea de jos a văii sunt izvoare cu debit destul de mare.